# My Name Is Michael Holbrook
| Recensione | Giudizio |
| ---------- | -------- |
| AllMusic   |          |
| Gigwise    |          |
| PopMatters |          |

My Name Is Michael Holbrook è il quinto album in studio del cantautore britannico Mika, pubblicato il 4 ottobre 2019 dalle case discografiche Casablanca Records e Republic Records.

## Tracce
1. Tiny Love – 4:05 (Mika, David Sneddon)
2. Ice Cream – 2:46 (Mika, Dan Black)
3. Dear Jealousy – 3:47 (Mika, Amy Wadge, George Moore)
4. Paloma – 3:42 (Mika, David Sneddon)
5. Sanremo – 3:21 (Mika, David Sneddon)
6. Tomorrow – 3:49 (Mika)
7. Ready to Call This Love (feat. Jack Savoretti) – 3:49 (Mika, David Sneddon, Dave Gibson)
8. Cry – 3:17 (Mika, Mark Crew, Daniel Priddy)
9. Platform Ballerinas – 2:47 (Mika, Amy Wadge)
10. I Went to Hell Last Night – 3:48 (Mika, David Sneddon)
11. Blue – 3:09 (Mika, Amy Wadge)
12. Stay High – 3:30 (Mika, Mark Crew, Daniel Priddy)
13. Tiny Love Reprise – 4:25 (Mika, David Sneddon, Jodi Marr)

## Classifiche
| Classifica (2019) | Posizione massima |
| ----------------- | ----------------- |
| Italia            | 10                |